# Microperoryctes murina
Microperoryctes murina — вид сумчастих ссавців із родини бандикутових.

## Морфологічна характеристика
Довжина тіла від 15 до 17.4 см і хвіст від 10.5 до 11 см. Вага оцінюється в 100 г. Це робить цей вид одним з найменших бандикутів. Волосяний покрив темний, димчасто-сірий, без темної серединної смуги на спині, як у інших видів роду. Хвіст однорідно темний і не має світлого кінчика, як у інших видів роду.

## Ареал
Цей вид достеменно відомий лише з однієї місцевості, Гунунг Сумурі в хребті Вейланд провінції Папуа, Індонезія на острові Нова Гвінея. Зразки були зібрані на висоті 2500 м над рівнем моря.
Зафіксовано з гірського тропічного вологого лісу.

## Загрози й охорона
Немає інформації щодо загроз. В охоронних територіях не зафіксований.